# Morti nel 1178
| Questa pagina contiene informazioni ricavate automaticamente dalle voci biografiche con l'ausilio del template Bio e di un bot. L'aggiornamento è periodico e automatico e ricostruisce completamente la pagina. Se manca una persona in questa lista, sei pregato di non aggiungerla, ma accertati piuttosto che la sua voce biografica contenga il template Bio e che i dati anagrafici siano correttamente compilati. Se il template Bio manca, inseriscilo tu stesso o, in alternativa, metti l'avviso {{tmp\|Bio}} che ne segnala la mancanza. Se i dati riportati sono sbagliati, correggi direttamente la voce biografica; le modifiche saranno visibili in questa lista entro pochi giorni. Per chiarimenti vedi il progetto biografie. La lista contiene solo le 13 persone che sono citate nell'enciclopedia e per le quali è stato implementato correttamente il template Bio. Pagina aggiornata al 18 ago 2025. |

- 12 aprile - Sebastiano Ziani, mercante, politico e diplomatico italiano
- 26 giugno - Antelmo di Chignin, vescovo e monaco cristiano francese (n. 1107)
- 30 giugno - Gleb Rostislavič, nobile russo
- 8 novembre - Ildebrando Grassi, cardinale italiano
- 26 novembre - Ponzio di Faucigny, religioso francese
- 30 dicembre - Pribislavo di Meclemburgo, sovrano obodrita
- Amedeo I di Ginevra, nobile franco
- Filippa d'Antiochia, nobile (n. 1148)
- Jacopo, giurista italiano
- Michele III di Costantinopoli, arcivescovo ortodosso bizantino
- Ada de Warenne
- Yves II, conte di Soissons, nobile francese
- Nashwan al-Himyari, lessicografo arabo